# Nonnus tornator
Nonnus tornator är en stekelart som först beskrevs av Fabricius 1804.  Nonnus tornator ingår i släktet Nonnus och familjen brokparasitsteklar. Inga underarter finns listade i Catalogue of Life.